# Tir aux Jeux olympiques d'été de 1956
Navigation
Helsinki 1952 Rome 1960
Sept épreuves de tir sportif sont disputées à l'occasion des Jeux olympiques d'été de 1956. Les tireurs soviétiques terminent à la première place du classement des médailles.

## Tableau des médailles
| Rang | Nation             | Or | Argent | Bronze | Total |
| ---- | ------------------ | -- | ------ | ------ | ----- |
| 1    | Union soviétique   | 3  | 4      | 1      | 8     |
| 2    | Canada             | 1  | 0      | 1      | 2     |
| 2    | Finlande           | 1  | 0      | 1      | 2     |
| 2    | Italie             | 1  | 0      | 1      | 2     |
| 2    | Rép. pop. roumaine | 1  | 0      | 1      | 2     |
| 6    | Suède              | 0  | 1      | 1      | 2     |
| 7    | Pologne            | 0  | 1      | 0      | 1     |
| 7    | Tchécoslovaquie    | 0  | 1      | 0      | 1     |
| 9    | États-Unis         | 0  | 0      | 1      | 1     |

## Résultats
| Épreuves                                     | Or               | Argent            | Bronze                |
| 25 m pistolet feu rapide                     | Ștefan Petrescu  | Yevgeni Cherkasov | Gheorghe Lichiardopol |
| 50 m pistolet                                | Pentti Linnosvuo | Makhmud Umarov    | Offutt Pinion         |
| Carabine 50 m couché                         | Gerald Ouellette | Vasili Borisov    | Gil Boa               |
| Carabine 50 m trois positions                | Anatoli Bogdanov | Otakar Hořínek    | John Sundberg         |
| Carabine 300 m trois positions               | Vasili Borisov   | Allan Erdman      | Vilho Ylönen          |
| 100 m tir au cerf courant coup simple/double | Vitali Romanenko | Olof Sköldberg    | Vladimir Sevryugin    |
| Fosse olympique                              | Galliano Rossini | Adam Smelczyński  | Alessandro Ciceri     |